# Ломи (Ульяновський район)
Ломи (рос. Линевка) — присілок в Ульяновському районі Ульяновської області Російської Федерації.
Населення становить 6 осіб. Входить до складу муніципального утворення Ішеєвське міське поселення.

## Історія
Від 2004 року входить до складу муніципального утворення Ішеєвське міське поселення.

## Населення
| 2010 |
| ---- |
| 6    |